# 日高智樹
日高 智樹（ひだか ともき、1980年4月6日 - ）は、宮崎県宮崎郡清武町（現宮崎市） 出身の元サッカー選手。現役時代のポジションはミッドフィールダー。Jリーグ・ギラヴァンツ北九州職員。大学卒業後から引退までの8年間を一貫して同クラブで過ごした。

## 来歴

### 選手として
清武中学校を経て福岡県所在の東海大学第五高等学校へ進学。高校卒業後は福岡教育大学に入学し、サッカー部でプレーした。2003年、当時九州サッカーリーグ所属のニューウェーブ北九州に入団。2007年には全国地域サッカーリーグ決勝大会で2位となりJFL参入を、2009年にはJリーグ参入を経験した。2010年3月にニッパツ三ツ沢球技場で開催されたJ2開幕節（対戦相手: 横浜FC）でのJリーグ初出場試合 を含む24試合に出場した。
同年度シーズン終了後に現役を引退した。日高自身はクラブ発表の2日前に、自らのブログにて引退の意向を発表していた。翌2011年1月、北九州の普及グループチーフへの就任が発表された。

### 指導者として
2007年から3年間、ニューウェーブ北九州にて選手としての活動の他、サッカースクールコーチとしても活動した。

## 個人成績
| 国内大会個人成績 | 国内大会個人成績 | 国内大会個人成績 | 国内大会個人成績 | 国内大会個人成績 | 国内大会個人成績 | 国内大会個人成績 | 国内大会個人成績 | 国内大会個人成績 | 国内大会個人成績 | 国内大会個人成績 | 国内大会個人成績 |
| 年度             | クラブ           | 背番号           | リーグ           | リーグ戦         | リーグ戦         | リーグ杯         | リーグ杯         | オープン杯       | オープン杯       | 期間通算         | 期間通算         |
| 年度             | クラブ           | 背番号           | リーグ           | 出場             | 得点             | 出場             | 得点             | 出場             | 得点             | 出場             | 得点             |
| 日本             | 日本             | 日本             | 日本             | リーグ戦         | リーグ戦         | リーグ杯         | リーグ杯         | 天皇杯           | 天皇杯           | 期間通算         | 期間通算         |
| ---------------- | ---------------- | ---------------- | ---------------- | ---------------- | ---------------- | ---------------- | ---------------- | ---------------- | ---------------- | ---------------- | ---------------- |
| 2003             | 北九州           | 12               | 九州             |                  |                  | -                | -                | -                | -                |                  |                  |
| 2004             | 北九州           | 8                | 九州             |                  |                  | -                | -                | -                | -                |                  |                  |
| 2005             | 北九州           | 8                | 九州             |                  |                  | -                | -                | -                | -                |                  |                  |
| 2006             | 北九州           | 8                | 九州             | 14               | 2                | -                | -                | -                | -                | 14               | 2                |
| 2007             | 北九州           | 8                | 九州             | 13               | 2                | -                | -                | -                | -                | 13               | 2                |
| 2008             | 北九州           | 8                | JFL              | 27               | 2                | -                | -                | 2                | 0                | 29               | 2                |
| 2009             | 北九州           | 8                | JFL              | 30               | 5                | -                | -                | 1                | 0                | 31               | 5                |
| 2010             | 北九州           | 8                | J2               | 24               | 0                | -                | -                | 2                | 0                | 26               | 0                |
| 通算             | 日本             | 日本             | J2               | 24               | 0                | -                | -                | 2                | 0                | 26               | 0                |
| 通算             | 日本             | 日本             | JFL              | 57               | 7                | -                | -                | 3                | 0                | 60               | 7                |
| 通算             | 日本             | 日本             | 九州             |                  |                  | -                | -                | -                | -                |                  |                  |
| 総通算           | 総通算           | 総通算           | 総通算           |                  |                  | -                | -                |                  |                  |                  |                  |

## 指導歴
- ニューウェーブ北九州/ギラヴァンツ北九州
  - 2007年-2009年 スクールコーチ
  - 2011年-2012年 普及スタッフ
  - 2013年- U-13コーチ